# Microrregión de Sete Lagoas
La microrregión de Sete Lagoas es una de las microrregiones del estado brasilero de Minas Gerais perteneciente a la mesorregión Metropolitana de Belo Horizonte. Su población fue estimada en 2008 por el IBGE en 406.743 habitantes y está dividida en veinte municipios. Posee un área total de 8.534,774 km².

## Municipios
- Araçaí
- Baldim
- Cachoeira da Prata
- Caetanópolis
- Capim Branco
- Cordisburgo
- Fortuna de Minas
- Funilândia
- Inhaúma
- Jaboticatubas
- Jequitibá
- Maravilhas
- Matozinhos
- Papagaios
- Paraopeba
- Pequi
- Prudente de Morais
- Santana de Pirapama
- Santana do Riacho
- Sete Lagoas

- Datos: Q2258839